# Ernst Witt

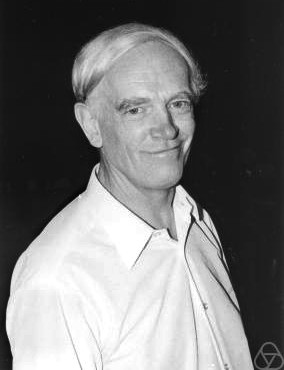
Ernst Witt w 1970 roku.

Ernst Witt (ur. 26 czerwca 1911 na wyspie Als, zm. 3 lipca 1991) – niemiecki matematyk.
Pracował głównie nad teorią form kwadratowych i związanych z nimi obiektów algebraicznych.